# 서요덕
서요덕(胥要德, ?~729년)은 발해의 무관이다.

## 생애
그는 발해의 약홀주(若忽州)도독충무장군으로서  729년, 일본에 사신으로 파견되었지만 배가 전복되어 이알기몽 등 40명과 사망했으며, 일본으로부터 종2위(從二位)를 추증받았다.

## 참고 자료
- 유, 득공 (1784). 《발해고》. 신고(臣考).